# E pur si muove
E pur si muove este o serie de filme scurte românești realizate între 1979 și 1981 regizate de Ion Popescu Gopo.